# Trangé
Trangé és un municipi francès situat al departament del Sarthe i a la regió de País del Loira. L'any 2007 tenia 1.413 habitants.

## Demografia

### Població
El 2007 la població de fet de Trangé era de 1.413 persones. Hi havia 467 famílies de les quals 62 eren unipersonals (29 homes vivint sols i 33 dones vivint soles), 121 parelles sense fills, 271 parelles amb fills i 13 famílies monoparentals amb fills.
La població ha evolucionat segons el següent gràfic:
Habitants censats

### Habitatges
El 2007 hi havia 511 habitatges, 481 eren l'habitatge principal de la família, 7 eren segones residències i 23 estaven desocupats. 498 eren cases i 13 eren apartaments. Dels 481 habitatges principals, 392 estaven ocupats pels seus propietaris, 84 estaven llogats i ocupats pels llogaters i 4 estaven cedits a títol gratuït; 6 tenien una cambra, 9 en tenien dues, 37 en tenien tres, 122 en tenien quatre i 307 en tenien cinc o més. 423 habitatges disposaven pel capbaix d'una plaça de pàrquing. A 146 habitatges hi havia un automòbil i a 315 n'hi havia dos o més.

### Piràmide de població
La piràmide de població per edats i sexe el 2009 era:
| Homes | Edats   | Dones |
| ----- | ------- | ----- |
| 0     | 95 o +  | 0     |
| 0     | 90 a 94 | 4     |
| 4     | 85 a 89 | 8     |
| 0     | 80 a 84 | 0     |
| 12    | 75 a 79 | 8     |
| 8     | 70 a 74 | 4     |
| 12    | 65 a 69 | 12    |
| 12    | 60 a 64 | 8     |
| 28    | 55 a 59 | 20    |
| 36    | 50 a 54 | 28    |
| 44    | 45 a 49 | 40    |
| 44    | 40 a 44 | 60    |
| 52    | 35 a 39 | 44    |
| 56    | 30 a 34 | 44    |
| 32    | 25 a 29 | 24    |
| 32    | 20 a 24 | 8     |
| 28    | 15 a 19 | 48    |
| 44    | 10 a 14 | 72    |
| 44    | 5 a 9   | 52    |
| 44    | 0 a 4   | 36    |

## Economia
El 2007 la població en edat de treballar era de 970 persones, 773 eren actives i 197 eren inactives. De les 773 persones actives 736 estaven ocupades (382 homes i 354 dones) i 39 estaven aturades (18 homes i 21 dones). De les 197 persones inactives 70 estaven jubilades, 96 estaven estudiant i 31 estaven classificades com a «altres inactius».

### Ingressos
El 2009 a Trangé hi havia 483 unitats fiscals que integraven 1.433 persones, la mediana anual d'ingressos fiscals per persona era de 20.886 €.

### Activitats econòmiques
Dels 64 establiments que hi havia el 2007, 1 era d'una empresa extractiva, 1 d'una empresa alimentària, 2 d'empreses de fabricació d'elements pel transport, 4 d'empreses de fabricació d'altres productes industrials, 13 d'empreses de construcció, 8 d'empreses de comerç i reparació d'automòbils, 8 d'empreses de transport, 3 d'empreses d'hostatgeria i restauració, 3 d'empreses financeres, 3 d'empreses immobiliàries, 7 d'empreses de serveis, 5 d'entitats de l'administració pública i 6 d'empreses classificades com a «altres activitats de serveis».
Dels 15 establiments de servei als particulars que hi havia el 2009, 1 era una funerària, 1 taller de reparació d'automòbils i de material agrícola, 1 paleta, 3 guixaires pintors, 1 fusteria, 3 lampisteries, 2 electricistes, 1 perruqueria, 1 restaurant i 1 saló de bellesa.
Dels 3 establiments comercials que hi havia el 2009, 1 era una gran superfície de material de bricolatge, 1 una botiga de menys de 120 m² i 1 una fleca.
L'any 2000 a Trangé hi havia 11 explotacions agrícoles.

## Equipaments sanitaris i escolars
El 2009 hi havia una escola elemental.

## Poblacions més properes
El següent diagrama mostra les poblacions més properes.